# KAlgebra
KAlgebra és una programa lliure de matemàtiques que forma part de KDE Edu. És una calculadora amb funcions simbòliques i anàlisi que permet representar funcions 2D i 3D, així com calcular fàcilment expressions matemàtiques.

## Característiques

### Característiques actuals
La versió estable actual, 0.9, conté diverses funcions com:
- Llengua
  - Definició variable i funcional (fins i tot recursiva)
  - Autocompleció de sintaxi
- Càlcul
  - Suport a la manipulació simbòlica i la simplificació, com la diferenciació
  - Càlcul vectorial
  - Suport a la llista de la manipulació
- Traçat
  - Suport per representar funcions definida per parts
  - Traçat de funcions explícites tridimensionals
- Un diccionari lliure amb exemples de totes les funcions

### Característiques de Planificació per a properes versions
Aquestes característiques apareixeran quan s'alliberi el KDE 4.4:
- Funció de traçat en 2D paramètrica.
- Un analitzador de guions més ràpid.